# Rudi Abele Compiani
Rudi Abele Compiani (Cremona, 5 settembre 1925 – Sora, 15 maggio 2008) è stato un calciatore italiano, di ruolo centrocampista.

## Carriera
Ha disputato il campionato di Serie A 1947-1948 nelle file della Fiorentina, con 7 presenze in massima serie, e tre campionati di Serie B con Torrese, Lecce e Vicenza per complessive 77 presenze e 4 reti fra i cadetti.